# 채스우드 고등학교
채스우드 하이스쿨(Chatswood High School는 1959년, 오스트레일리아 뉴사우스웨일스주 시드니 채스우드 지역에 설립된 공립 학교로서 7학년부터 12학년까지의 학생이 재학가능한 학교이다. 학교 옆에는 외국인 학생들을 위한 부설학교 IEC(Intensive English Centre)가 있는데, 외국인 학생들은 이 과정을 거친 후 하이스쿨로 진학이 가능하다.

## 과목
- 컴퓨터
- 영어
- 역사
- 외국어
  - 프랑스어
  - 중국어
  - 한국어
- 수학
- 음악
- 종교(천주교, 개신교)
  - 과학
  - 물리학
  - 화학
  - 생물학
  - 공학
- 사회
- 법률
- 경제
- 지리
- 비즈니스
- 스포츠
- 미술